# راژداک
راژداک (به بلغاری: Razhdak) یک منطقهٔ مسکونی در بلغارستان است که در شهرستان پتریچ واقع شده‌است.